# Ralph Kirby
Ralph Kirby (Birmingham, 18 marzo 1884 – 9 aprile 1946) è stato un allenatore di calcio inglese.
Tra gli anni venti e trenta allenò il CE Europa che condusse in finale di Coppa del Re nel 1923 e il Barcellona con cui vinse la Coppa del Re nel 1926.

## Palmarès

### Competizioni nazionali
- Campionato catalano di calcio: 2

CE Europa: 1923
FC Barcelona: 1925
- Coppa di Spagna: 1

FC Barcelona: 1925